# العمور (فضالات)
العمور هي إحدى مشيخات المملكة المغربية، تتبع جغرافيا لإقليم بنسليمان وإداريًا لفضالات. يقدر عدد سكانها بـ 3035 نسمة حسب الإحصاء الرسمي للسكان والسكنى لسنة 2004.